# Kol Koleh
Kol Koleh (persiska: كل كله) är en ort i Iran.   Den ligger i provinsen Chahar Mahal och Bakhtiari, i den centrala delen av landet, 400 km söder om huvudstaden Teheran. Kol Koleh ligger 1 158 meter över havet och antalet invånare är 330.
Terrängen runt Kol Koleh är bergig åt nordost, men åt sydväst är den kuperad. Kol Koleh ligger nere i en dal. Runt Kol Koleh är det ganska glesbefolkat, med 38 invånare per kvadratkilometer. Närmaste större samhälle är Tang Kolūreh, 16,5 km söder om Kol Koleh. Omgivningarna runt Kol Koleh är i huvudsak ett öppet busklandskap.